# Kwadendamme
Kwadendamme est un village de la commune néerlandaise de Borsele, en Zélande. Il compte 946 habitants (2008), y compris les habitants du hameau voisin de Langeweegje, qui historiquement a toujours fait partie de Kwadendamme.
La localité est située au sud de la presqu'île de Zuid-Beveland, sur le territoire appelé Zak van Zuid-Beveland, dont l'environnement consiste essentiellement en petites bourgades, polders, digues, sources et bras de mer abandonnés.

## Curiosités

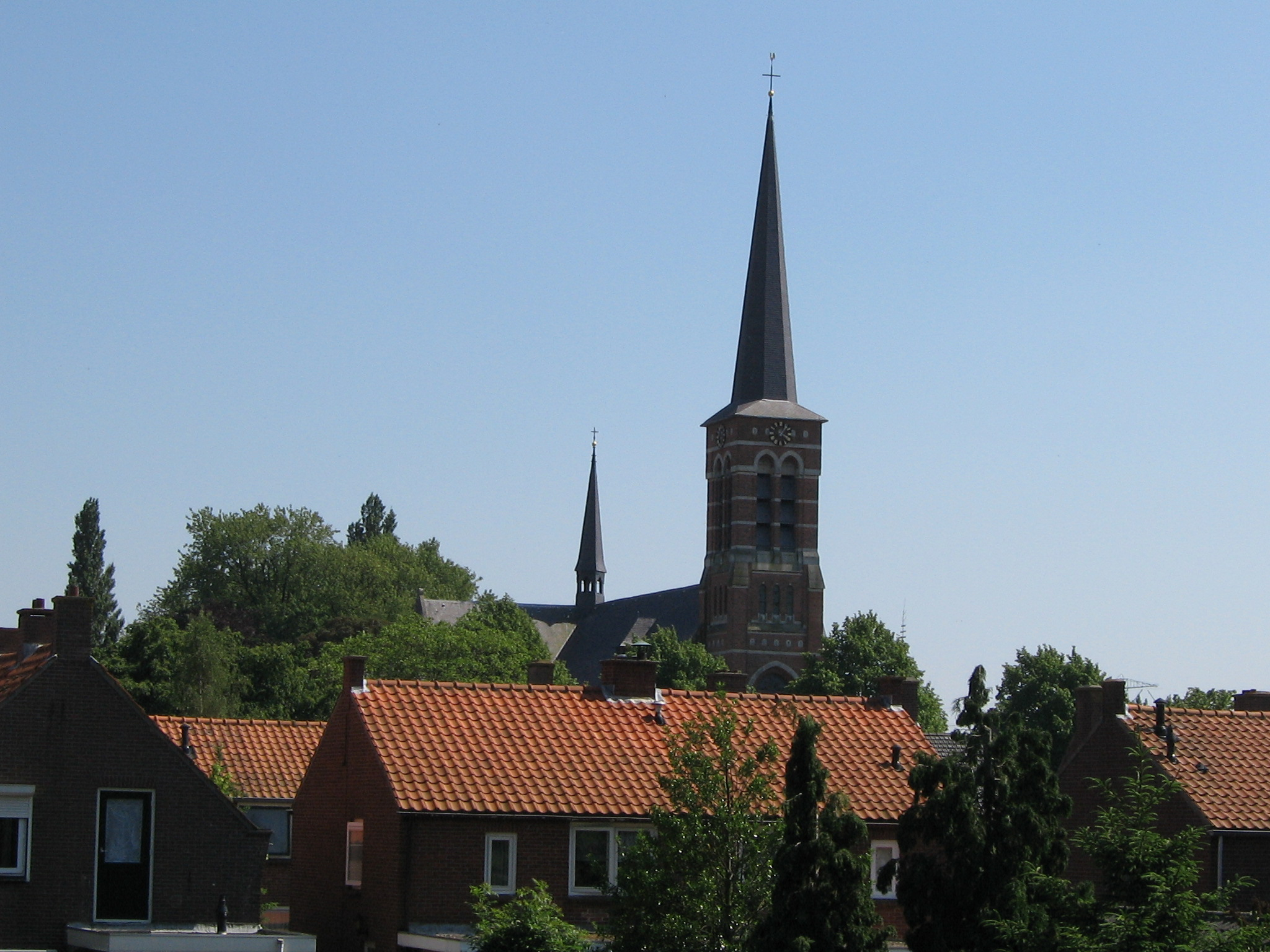
L'église Saint-Boniface.

- La gare du train à vapeur Goes-Borsele et le jardin à papillons Berkenhof (tous deux à Langeweegje) ;
- le site protégé le Zwaakse Weel ;
- la laiterie ovine De Zwaakse Weel ;
- l'église Saint-Boniface et le presbytère ;
- l'ancien couvent des Ursulines (actuellement occupé par une entreprise de peinture) ;
- le monument aux morts dans le cimetière catholique ;
- het pleintje (« la petite place »).

## Histoire
Le nom Kwadendamme se réfère à un barrage ou une digue médiocre qui protégeait au XIVe siècle le polder asséché Oude Vreeland contre le Zwake, un bras de mer. Après la rupture de cette première digue, une nouvelle a été élevée environ deux cents mètres vers l'est (l'actuelle rue A. de Koning) : celle-ci s'est également rompue, un étang dans le creux de la digue étant aujourd'hui encore le témoin de cet incident.
Lorsqu'en 1521 le village voisin d'Oostende a disparu dans les flots et que ses habitants ont été obligés de s'établir plus loin, un nouveau hameau est né à proximité de la première digue : il fut baptisé Quaedamme.
La première mention écrite de Quaedamme date de 1572, mais Kwadendamme n'a obtenu le titre de village à part entière avec sa propre église qu'en 1801. Il est resté pendant longtemps un hameau du village et de la commune de Hoedekenskerke. Cette situation a perduré jusqu'à la fusion de communes de 1970, lorsque Kwadendamme fut intégrée à la commune de Borsele.
Depuis 1874, Kwadendamme a également sa propre école. L'école actuelle a été construite cent ans plus tard, en 1974 : elle porte le nom de Mgr Joannes Theodorus Augustinus Heyligers, ancien curé et fondateur de la première école du village.

## Religion
Kwadendamme est depuis toujours un bastion catholique dans un environnement essentiellement protestant. Peu de temps après la destruction, probablement par les Gueux, en 1572, de la chapelle d'Oud Vreeland, le catholicisme a été interdit et, au cours des XVIIe et XVIIIe siècles, des services religieux secrets se sont tenus dans différentes fermes autour du village. Cette situation a persisté jusqu'à l'Époque française (1795-1815) où fut instaurée aux Pays-Bas la liberté de culte entre autres.
La première église catholique de Kwadendamme put alors être bâtie en 1801, bâtiment qui a été ensuite démoli en 1902 et a été remplacé par l'actuelle église de style néogothique. Celle-ci a été conçue par l'architecte P.J. van Genk, originaire de Leur dans le Brabant-Septentrional, construite par les entrepreneurs L. Peeters de Kwadendamme et C. Engelbert du village voisin de 's-Heerenhoek, et placée sous la protection de saint Boniface.
En 1911, le clocher a dû affronter une terrible tornade ; la flèche du clocher, endommagée, s'est ensuite écrasée sur le presbytère.

## Source
- (nl) Cet article est partiellement ou en totalité issu de l’article de Wikipédia en néerlandais intitulé « Kwadendamme » (voir la liste des auteurs).